# Walter Zoo
Abenteuerland Walter Zoo is een dierentuin in de Zwitserse plaats Gossau (Sankt Gallen).
De dierentuin werd in 1961 geopend door Walter Pischl en zijn vrouw Edith en is sindsdien regelmatig uitgebreid en veranderd.

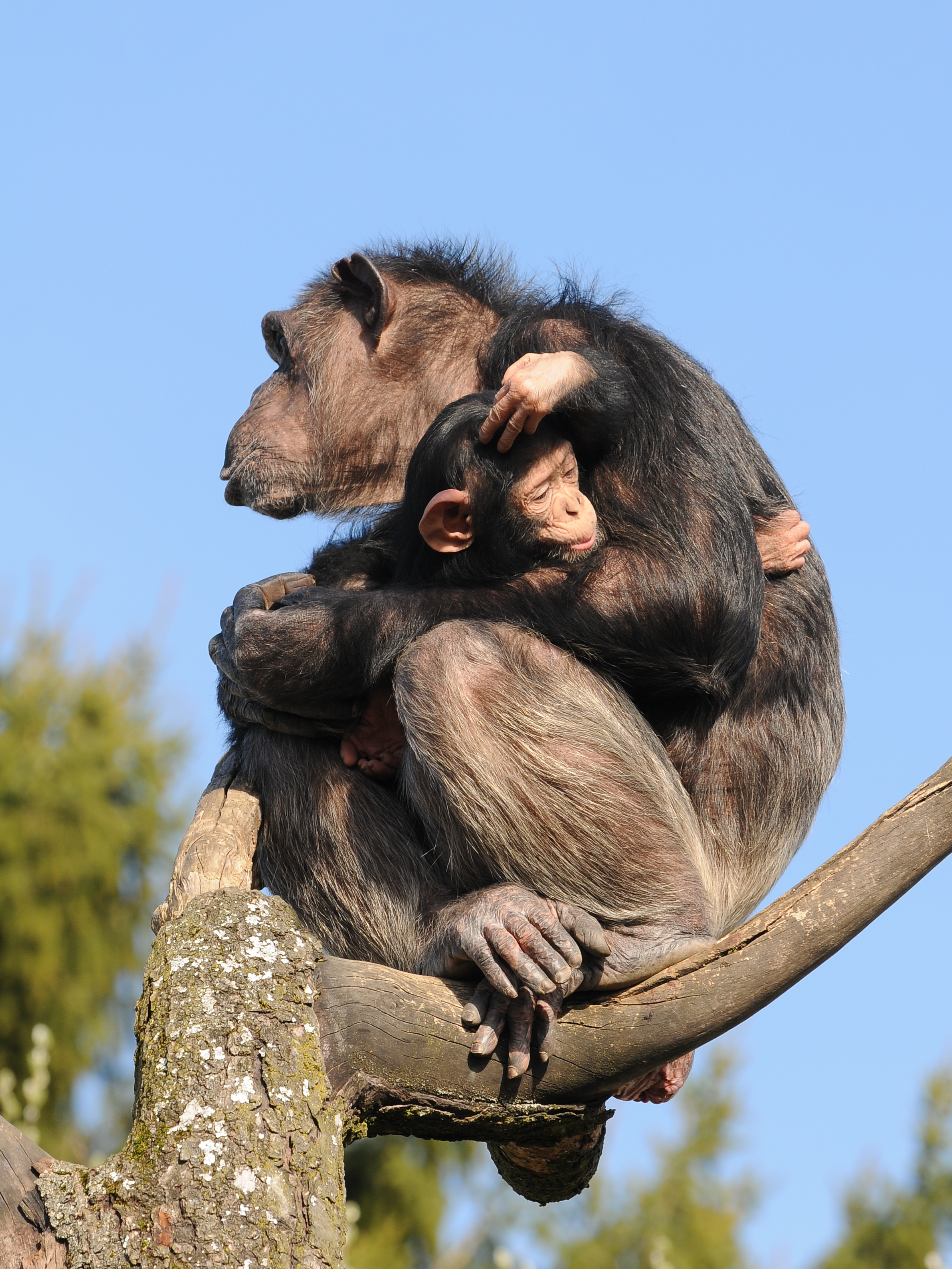
Chimpansees in Walter Zoo

In de zoo bevinden zich circa 130 verschillende diersoorten van alle continenten. Naast dierentuin is in Walter Zoo ook een quarantainestation van de Zwitserse overheid gevestigd, waar illegaal geïmporteerde dieren worden opgevangen.
Van maart tot oktober vinden in een circustent dagelijks, met uitzondering van de vrijdag, wisselende voorstellingen plaats.